# Afrikaanse lelie
Afrikaanse lelie (Agapanthus) of Blauwe Tuberoos is een geslacht dat behoort tot de eenzaadlobbigen. Het geslacht bevat hooguit zeven soorten bolgewassen, die van nature voorkomen van  Zuid-Afrika tot Mozambique. In Europa zijn het populaire tuinplanten.
De plaatsing volgens het APG II-systeem (2003) is in de familie Agapanthaceae of Alliaceae. In het APG III-systeem (2009) wordt ze in de familie Amaryllidaceae geplaatst (en vormt daar de onderfamilie Agapanthoideae).

## Kweek
Voor de kweek is voedzame, goed ontwaterende grond nodig. Tevens verlangen de planten veel zon (zeven uur per dag). Tijdens de groei hebben ze veel water nodig.
Afrikaanse lelies zijn niet winterhard en hebben in deze tijd een dikke bedekking van stro of ander warmteabsorberend materiaal nodig. Er mag 's winters niet te veel water worden gegeven.
De planten bloeien van juli tot augustus.

## Soorten
- Agapanthus africanus (L.) Hoffmanns., synoniem: Agapanthus umbellatum: deze plant behoudt zijn bladeren en wordt 70 cm hoog.
- Agapanthus campanulatus F.M.Leight.: deze plant verliest blad, heeft blauwgroene bloemen en wordt tot 70 cm hoog.
- Agapanthus caulescens Spreng.
- Agapanthus coddii F.M.Leight.
- Agapanthus inapertus Beauverd
- Agapanthus praecox Willd.: deze plant wordt 1,20 m hoog, blijft groen en heeft blauwe bloemen.
- Agapanthus walshii L.Bolus

### Cultivar
- Agapanthus praecox 'Albifloris': cultivar met witte bloemen.

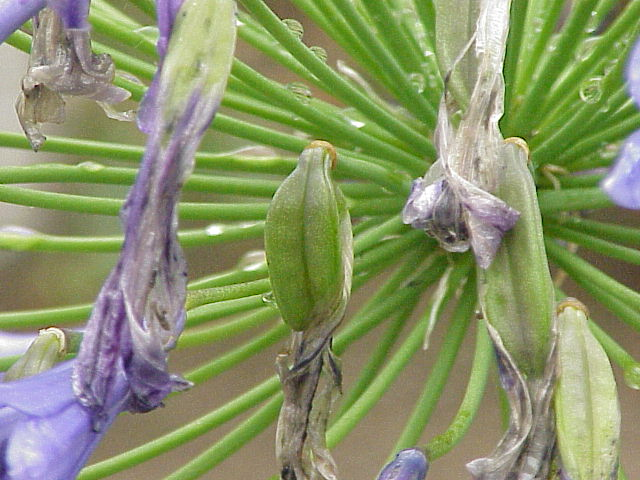
Agapanthus africanus
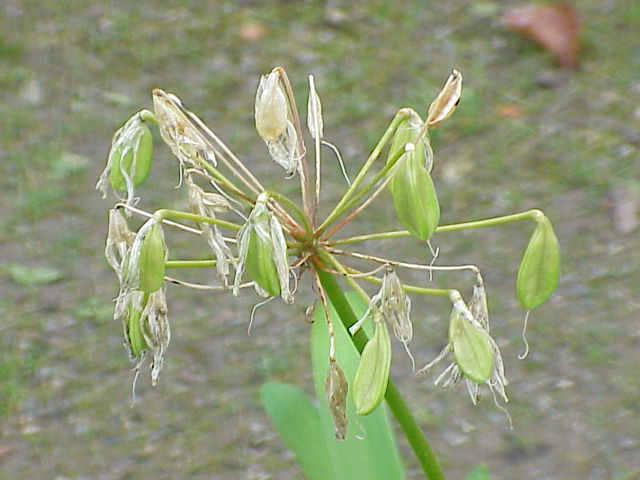
Agapanthus africanus
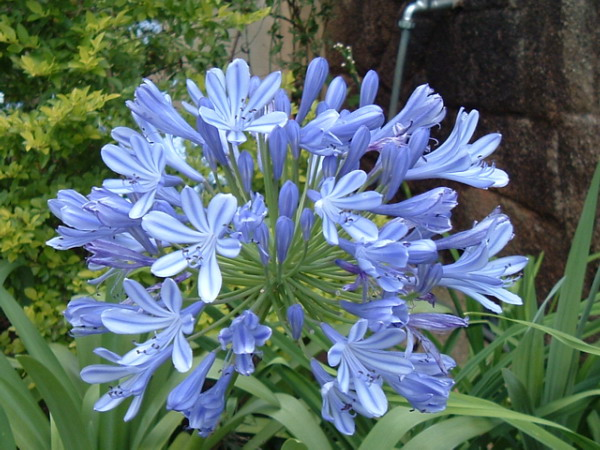
Agapanthus africanus
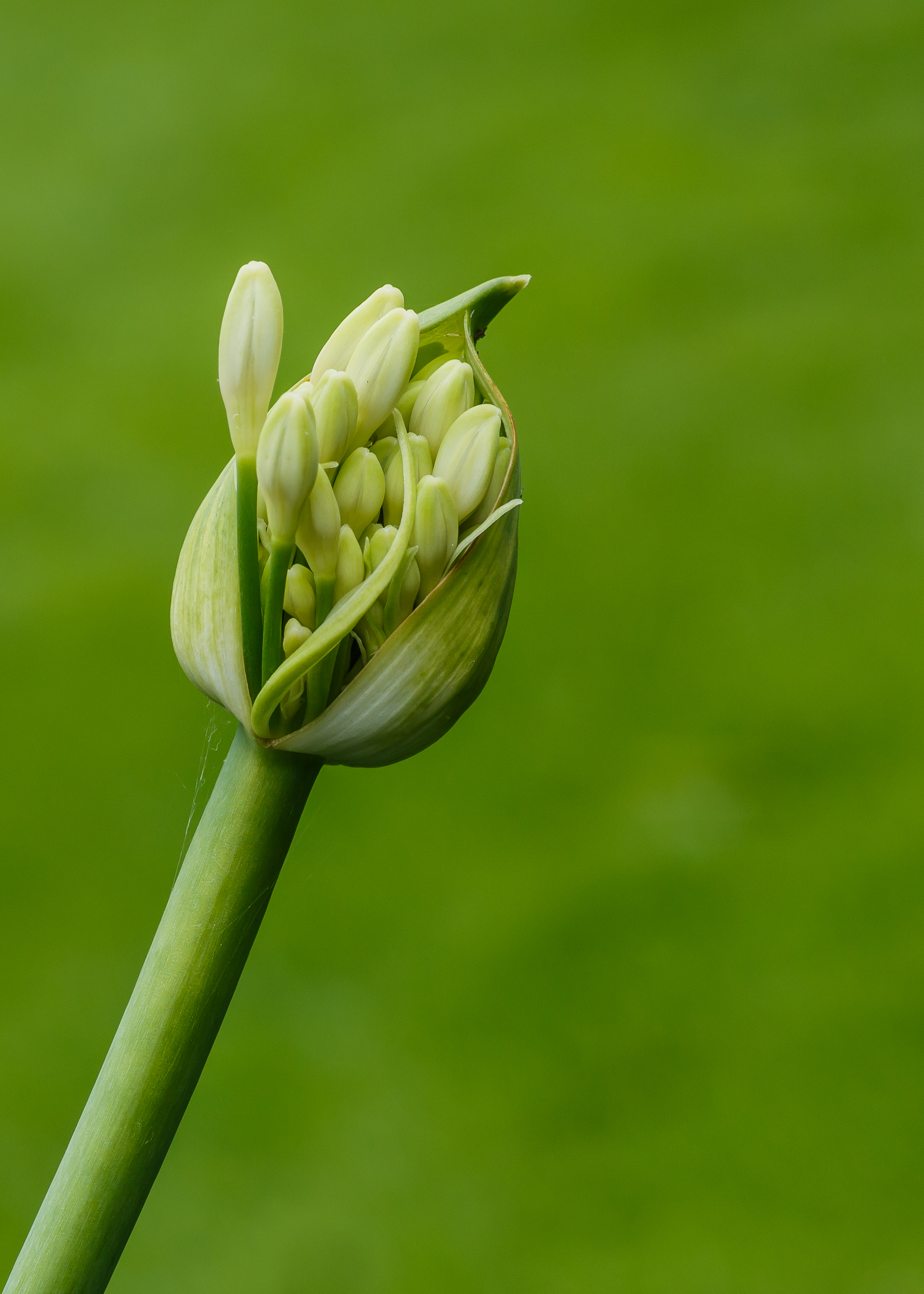
Agapanthus 'White Heaven'. Ontluikende bloemknop.
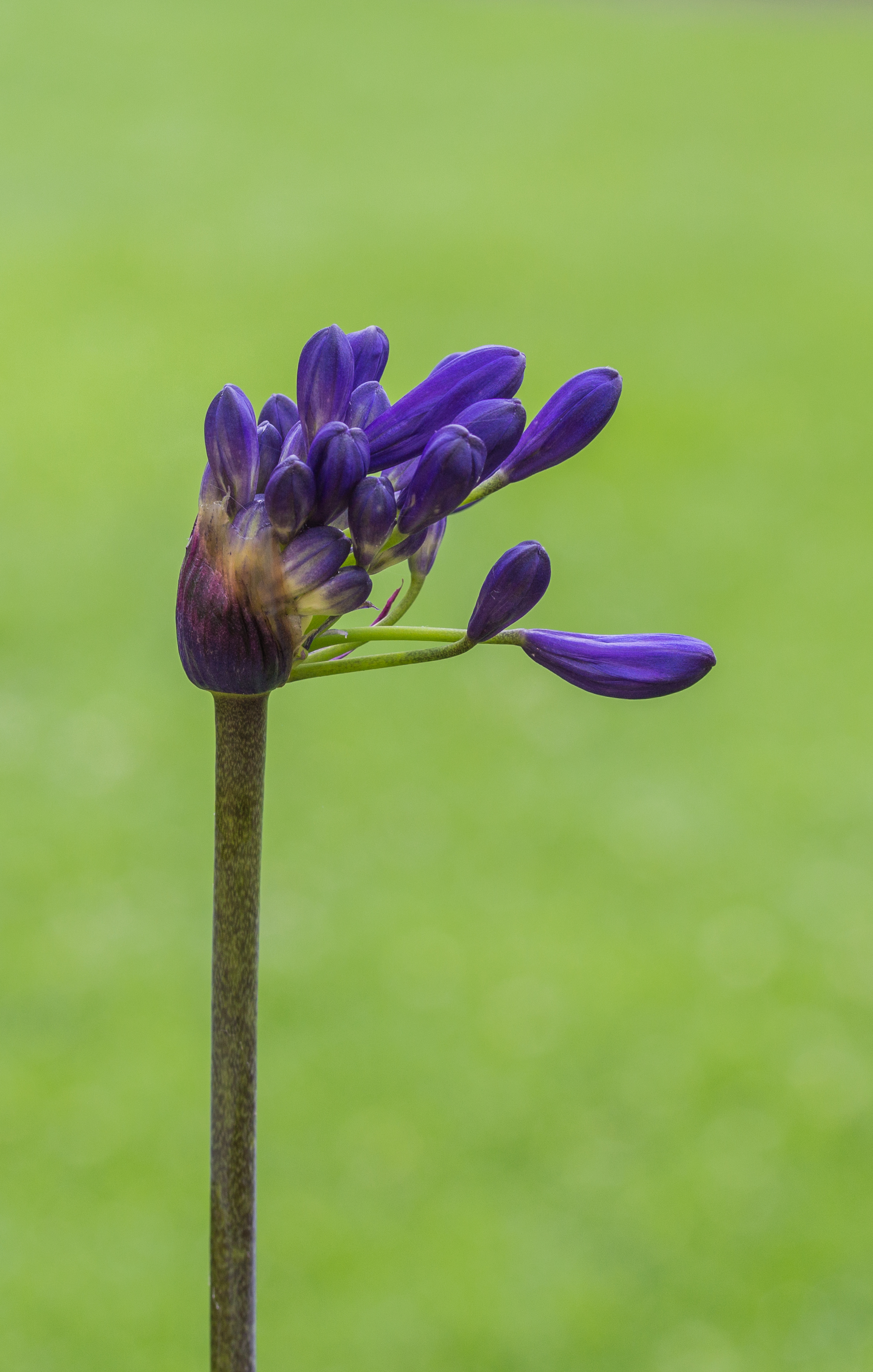
Agapanthus 'Windlebrook'. Ontluikende bloemknop.
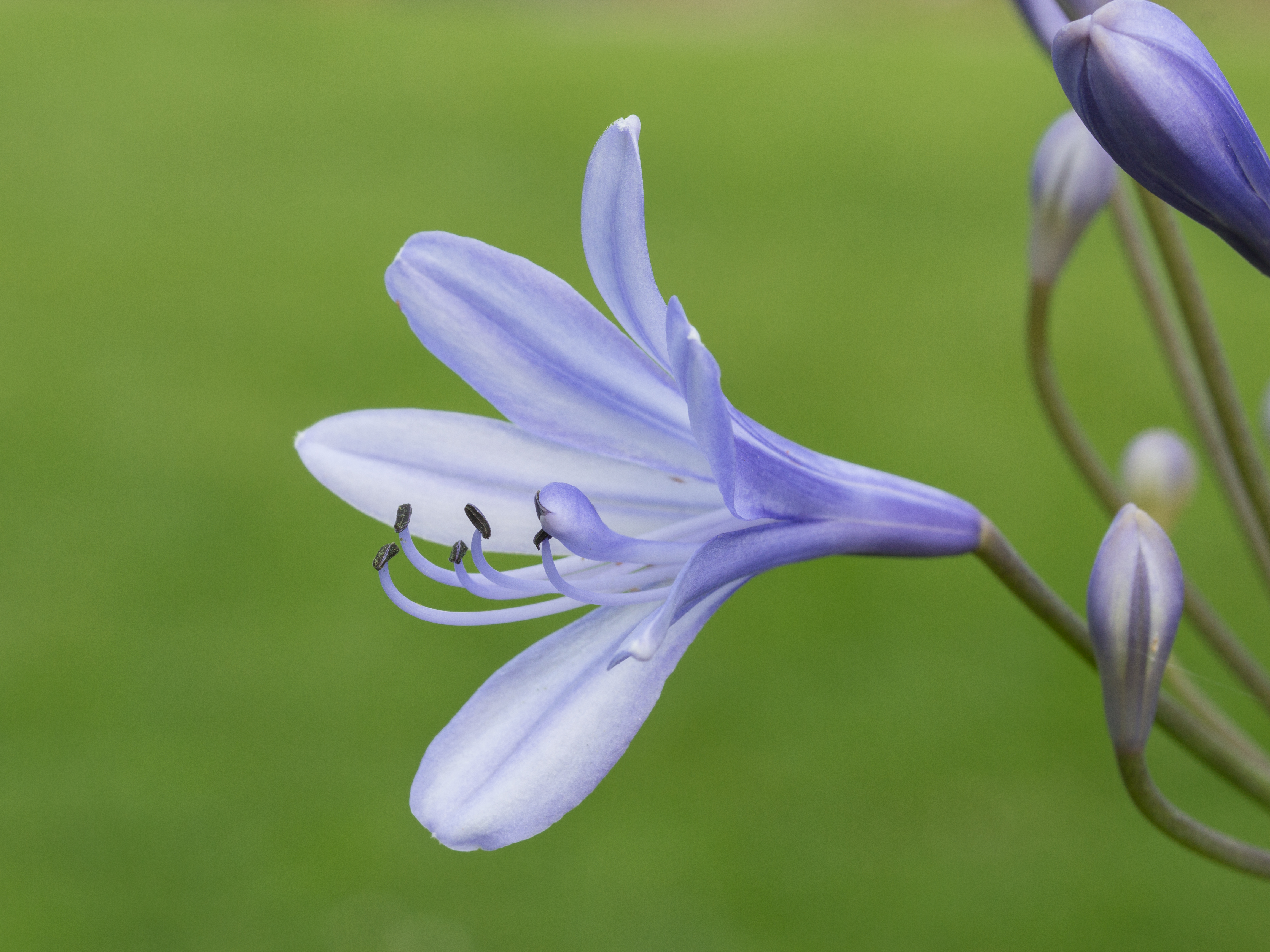
Agapanthus 'Lilac Flash'. Zaailing.
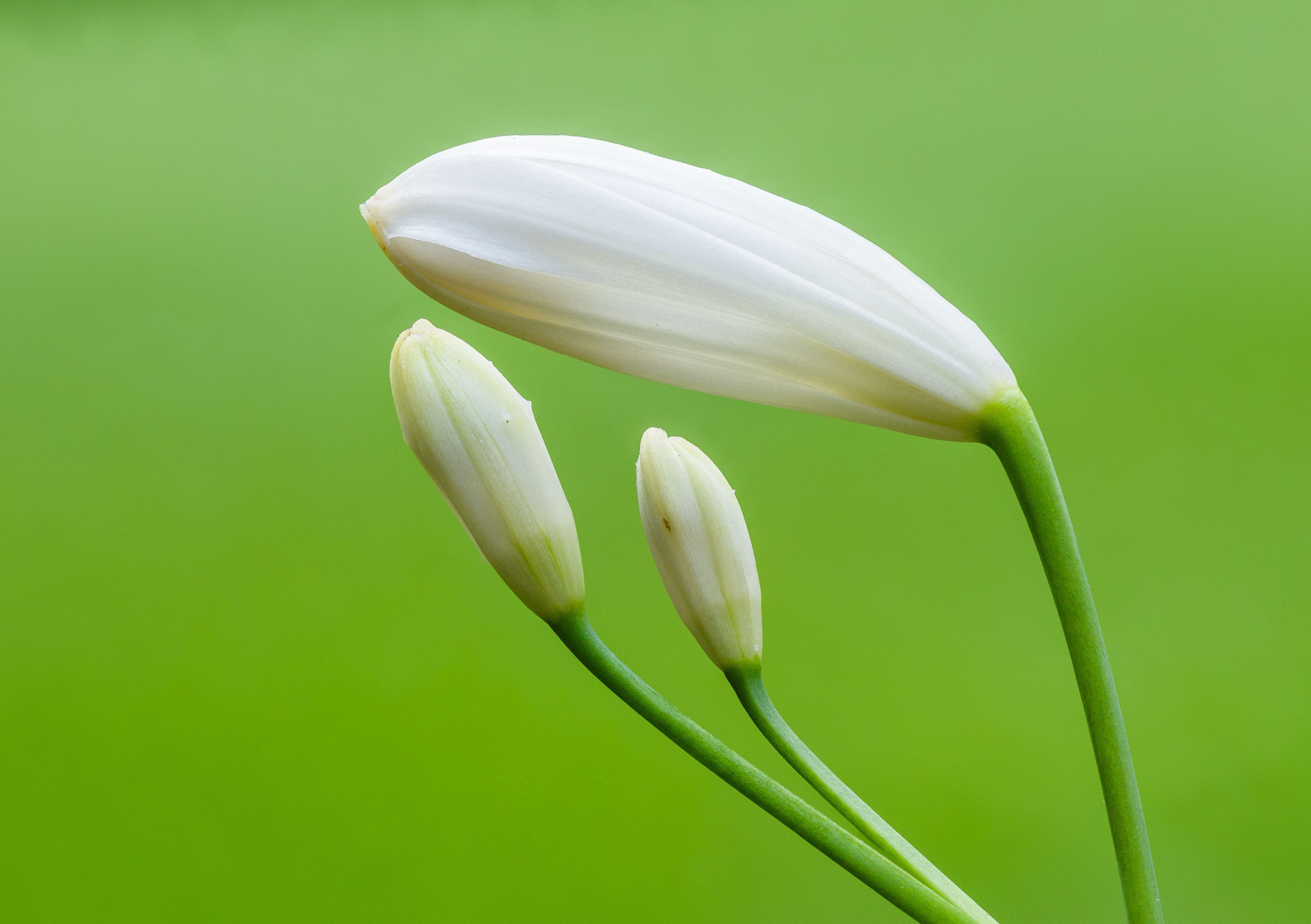
Bloemknoppen van een Agapanthus praecox 'Snow White'. Zuiver witte dwerg, 45 cm hoog.

... · 
Acis · 
Amaryllis · 
Boophone · 
Clivia · 
Crinum (Haaklelie) · 
Galanthus (Sneeuwklokje) · 
Hippeastrum · 
Hymenocallis · 
Leucojum (Narcisklokje) · 
Narcissus (Narcis) · 
Pancratium · 
Scadoxus · 
Sprekelia · 
Sternbergia · 
...